# Porta Metrônia
Porta Metrônia (português brasileiro) ou Porta Metrónia (português europeu) (em latim: Porta Metronia) é um portão do século III na Muralha Aureliana de Roma localizado na seção sul da muralha, entre a Porta San Giovanni, para o leste, e a Porta Latina, mais ao sul, no Rione XIX - Celio.
No final da Idade Média, foi fechada e emparedada. Por causa do crescente tráfego na região em tempos modernos, quatro passagens foram criadas ao lado do portão original. O nível do solo à volta dele se elevou significativamente ao longo dos anos, deixando a passagem original parcialmente enterrada.

## Etimologia
Esta porta recebeu diversos nomes em épocas diferentes, mas todos derivados de uma forma original "Metrovia" (inclusive o atual), provavelmente originalmente Metrobius ou Metronianus, que pode ter sido proprietário da região no final do Império Romano. Uma hipótese algo fantasiosa, criada pelos filólogos do século XVI, defende que ela seria originalmente "Porta Metaura" e deriva seu nome de "meta aurum", o local onde era depositado e pesado o ouro dos tributos que as províncias entregavam a Roma antes que fosse entregue ao Estado. Porém, não há comprovação alguma desta hipótese. O nome que desvia das raízes originais é "Porta Gabiusa", uma referência à via que partia dali (moderna Via Gália) e que seguia para Gabii.

## História
Originalmente não era de particular importância, tanto assim que foi aberta com as características de uma poterna de terceira ordem, mais ou menos como as portas Pinciana e Asinária; quando estas foram elevadas ao status de portas reais durante a reforma de 402 do imperador Honório, Metrônia permaneceu apenas como uma simples passagem. Confirmando sua baixa importância, é a única de todas as portas de Roma, se abria na base de uma torre ameiada que se sobressai do lado interno de uma curva da muralha.
A abertura única, sem umbrais e lintéis, é um arco simples de tijolos, ainda visível de ambos os lados apesar do emparedamento, um evento que provavelmente aconteceu em 1122, quando o papa Calisto II utilizou a porta para passar o aqueduto Acqua Mariana, tornando-o inacessível para o tráfego. Vindo da região de Squarciarelli, perto da moderna Grottaferrata, este aqueduto se chegava em Roma entre a Via Ápia Nova e a Via Tuscolana, perto da Porta San Giovanni e entrava na cidade através da Porta Metrônia; logo depois, ele se juntava ao riacho que vinha do Latrão (cujas águas, ricas em ferro, deram à região entre as portas Metrônia e Asinária, o nome de "Ferratella") e seguia até o Circo Máximo, desembocando no Tibre perto da Cloaca Máxima. De "Mariana" para "Marrana" é um passo e com este nome os romanos passaram a designar, de forma geral, um córrego semi-estagnado, especialmente depois que, em 1601, a região foi assolada por uma grave epidemia.

## Ligações secretas
- «Porta Metronia» (em italiano). Roma Segreta
- S. Platner,. «LacusCurtius» (em inglês). A Topographical Dictionary of Ancient Rome
- «Southern section of the Aurelian Walls» (em inglês). Virtual Roma
- «Porta Metronia» (em inglês). RomeArtLover